# Коса Двух Пилотов
Коса́ Двух Пило́тов — длинная узкая песчаная коса, целиком окружённая водами Чукотского моря (фактически остров), вытянутая вдоль побережья Чукотского полуострова.
Относится к территории Иультинского района Чукотского автономного округа.
Коса достигает 52,5 км в длину и 1 км в ширину (в самом широком месте). Состоит из песка и гальки. Высота до 11 м. Расположена между Чукотским морем и лагунами Тынкургин-Пильхин (Тэнкэргыкынмангкы) и Амгуэма, прибрежными озёрами, которые покрыты льдом бо́льшую часть года. В северо-западной части отделена узким проливом Пильхин (Пильгын) от своего геологического продолжения — пересыпи, простирающейся до мыса Шмидта. Средняя величина прилива на берегу косы — 2 м.
В юго-восточной части острова был расположен посёлок Дальстроя. В центральной части косы находится землянка Поварова, в северо-западной части — заимка Пипика и световой знак Тэнкэргын-Пильгын.

## Исторические сведения
Чукотское название — Тэнкергынпильгын («горловина Танкергина»), по имени чукчи, жившего когда-то в зтих местах.
Современное название острова появилось в 1933 году в честь американских полярных лётчиков Карла Эйельсона и бортмеханика Борланда Эрла, погибших немного восточнее косы. Место крушения самолёта с воздуха обнаружил М. Т. Слепнёв, тела погибших лётчиков были найдены в феврале 1930 года командой парохода «Ставрополь».
По распоряжению Певекского районного радиометеорологического центра в 1957 году в устье реки Амгуэмы была организована выносная гидрометеорологическая станция «Коса Двух Пилотов». Наблюдения на станции, функционировавшей только в период навигации, осуществлялись радистом и гидрометеорологом Шмидтовского радиометцентра. Эта станция была активной до 1970-х.
В 1983 году близ косы Двух Пилотов затонул теплоход «Нина Сагайдак».